# Baviola braueri
Baviola braueri is een spinnensoort in de taxonomische indeling van de springspinnen (Salticidae).
Het dier behoort tot het geslacht Baviola. De wetenschappelijke naam van de soort werd voor het eerst geldig gepubliceerd in 1898 door Eugène Simon.